# Ulica Krężnicka
Ulica Krężnicka w Lublinie – arteria komunikacyjna w Lublinie w dzielnicy Zemborzyce, piąta ulica w mieście pod względem długości (5959 m). Stanowi przedłużenie ul. Janowskiej. Przebiega pomiędzy linią kolejową Lublin-Przeworsk a brzegiem Zalewu Zemborzyckiego i w dalszej części Bystrzycy. Ulica kończy swój bieg w pobliżu ujścia Krężniczanki do Bystrzycy. Przy Krężnickiej położone są m.in. kościół pw. św. Marcina,  Szkoła Podstawowa nr 39, a także kilka restauracji. Znajdują się przy niej: stacja kolejowa Lublin Zemborzyce i nieczynny przystanek Lublin Zalew.

## Komunikacja miejska
Ulicą Krężnicką kursują następujące linie autobusowe ZTM Lublin:
- 8 (na całej długości do pętli, część kursów aż do Krężnicy Jarej)
- 25 (od ul. Żeglarskiej do ul. Cienistej)
- 78 (od ul. Pszczelej do ul. Pasiecznej)